# 芳特內萊鄉 (蘇恰瓦縣)
47°34′59″N 26°31′13″E / 47.5831°N 26.5203°E
芳特內萊鄉（羅馬尼亞語：Comuna Fântânele, Suceava），是羅馬尼亞的鄉份，位於該國東北部，由蘇恰瓦縣負責管轄，面積41平方公里，海拔高度249米，2007年人口4,915，人口密度每平方公里121人。